# Say OK
«Say OK» — другий сингл першого студійного альбому американської поп-співачки Ванесси Гадженс — «V». В США пісня вийшла 27 березня 2007, у Великій Британії — 28 травня 2007. Ця пісня входить до «High School Musical: The Concert» і «Identified Summer Tour 2008».

## Музичне відео
Існує дві версії відеокліпу. Першу версію знімали виключно для «Disney Channel». Режисер — Кріс Епплейбаум, вийшов 27 березня 2007.
Друга версія офіційно вийшла 16 березня 2007 на «Disney Channel», режисер — Грант Даррен. На YouTube відеокліп продивилось 184 мільйонів глядачів по состоянию на 2 марта 2021 года.

## Чарти
| Чарт (2007)            | Місце |
| ---------------------- | ----- |
| U.S. Billboard Hot 100 | 61    |
| U.S. Billboard Pop 100 | 47    |
| UK Singles Chart       | 124   |